# Анхель Кардосо
Анхель Кардосо (ісп. Ángel Cardozo, нар. 19 жовтня 1994, Асунсьйон) — парагвайський футболіст, півзахисник клубу «Серро Портеньйо» і національної збірної Парагваю.

## Клубна кар'єра
Народився 19 жовтня 1994 року в Асунсьйоні. Вихованець футбольної школи клубу «Лібертад».
У дорослому футболі дебютував 2012 року виступами за команду «Рубіо Нью», в якій провів два роки, взявши участь у 41 матчі чемпіонату. 
2014 року перейшов до «Лібертада». Частину того ж 2014 року провів в оренді у «Рубіо Нью», а після повернення поступово став гравцем основного складу «Лібертада».
2019 перейшов до «Серро Портеньйо», де провів понад 100 ігор парагвайської першості протягом п'яти років.
Протягом частини 2023 року грав за аргентинський «Колон», після чого повернувся на батьківщину, знову ставши гравцем «Лібертада».

## Виступи за збірні
Протягом 2012–2013 років залучався до складу молодіжної збірної Парагваю. На молодіжному рівні зіграв у 9 офіційних матчах, забив 1 гол.
2018 року дебютував в офіційних матчах у складі національної збірної Парагваю. Був у її складі учасником Копа Америка 2021, де виходив на поле у трьох іграх.
2024 року став одним із трьох можливих гравців віком понад 23 роки, включених до заявки олімпійської збірної Парагваю для участі у футбольному турнірі на тогорічних Олімпійських іграх у Парижі.
| Дата       | Місто            | Господарі | Результат               | Гості     | Турнір                          | Голи | Примітки |
| ---------- | ---------------- | --------- | ----------------------- | --------- | ------------------------------- | ---- | -------- |
| 12-6-2018  | Інсбрук          | Японія    | 4 – 2                   | Парагвай  | товариський матч                | -    | 59'      |
| 13-10-2020 | Мерида           | Венесуела | 0 – 1                   | Парагвай  | Відбір до ЧС 2022               | -    | 77'      |
| 13-11-2020 | Буенос-Айрес     | Аргентина | 1 – 1                   | Парагвай  | Відбір до ЧС 2022               | -    |          |
| 17-11-2020 | Асунсьйон        | Парагвай  | 2 – 2                   | Болівія   | Відбір до ЧС 2022               | -    | 58'      |
| 3-6-2021   | Монтевідео       | Уругвай   | 0 – 0                   | Парагвай  | Відбір до ЧС 2022               | -    | 68'      |
| 8-6-2021   | Асунсьйон        | Парагвай  | 0 – 2                   | Бразилія  | Відбір до ЧС 2022               | -    | 80'      |
| 22-6-2021  | Бразилія (місто) | Аргентина | 1 – 0                   | Парагвай  | Копа Америка 2021 - 1-й етап    | -    | 66'      |
| 24-6-2021  | Бразилія (місто) | Чилі      | 0 – 2                   | Парагвай  | Копа Америка 2021 - 1-й етап    | -    |          |
| 2-7-2021   | Гоянія           | Перу      | 3 – 3 д.ч. (4 – 3 п.п.) | Парагвай  | Копа Америка 2021 - чвертьфінал | -    | 46'      |
| 5-9-2021   | Асунсьйон        | Парагвай  | 1 – 1                   | Колумбія  | Відбір до ЧС 2022               | -    |          |
| 7-10-2021  | Асунсьйон        | Парагвай  | 0 – 0                   | Аргентина | Відбір до ЧС 2022               | -    | 46'      |
| 10-10-2021 | Сантьяго         | Чилі      | 2 – 0                   | Парагвай  | Відбір до ЧС 2022               | -    |          |
| 13-10-2021 | Ла-Пас           | Болівія   | 4 – 0                   | Парагвай  | Відбір до ЧС 2022               | -    | 43' 53'  |
| 2-6-2022   | Саппоро          | Японія    | 4 – 1                   | Парагвай  | товариський матч                | -    | 65'      |
| 31-8-2022  | Атланта          | Мексика   | 0 – 1                   | Парагвай  | товариський матч                | -    | 86'      |
| Усього     |                  | Матчів    | 15                      |           | Голів                           | 0    |          |

## Титули і досягнення
- Чемпіон Парагваю (5): 2016А, 2017А, 2020А, 2021К, 2024А
- Володар Кубка Парагваю (1): 2024
- Володар Суперкубка Парагваю (1): 2024